# Néjib Belhassen
Néjib Belhassen, né le 30 septembre 1972, est un acteur franco-tunisien. Il est notamment connu pour avoir joué le rôle de Wissal Lachkar dans la série télévisée Casting.

## Biographie
Après l’obtention de sa maîtrise en sciences économiques, Néjib Belhassen crée son agence de voyages, Guestours.
Il participe par ailleurs en tant que mannequin à plusieurs défilés et spots publicitaires. 
Son père, Slim Belhassen, est un chirurgien cancérologue ; son frère est l'acteur Farès Belhassen.

## Filmographie

### Cinéma

#### Longs métrages
- 2011 : Histoires tunisiennes de Nada Mezni Hafaiedh : Hassan
- 2012 : Ce que le jour doit à la nuit d'Alexandre Arcady
- 2016 : Al-Haram Al-Rabie (La Quatrième pyramide) de Peter Mimi : Montassar
- 2017 : Tal9 sna3i (Accouchement programmé) de Khaled Diab : ambassadeur des États-Unis au Caire

#### Courts métrages
- 2012 : The Locker's Heart de Ghazi Gafsi : David
- 2013 : Zaru de Luc Desouche : Stanislas
- 2013 : Papy Zenberg de Saïd Khediri : Teresis

### Télévision

#### Séries tunisiennes
- 2010 : Casting de Sami Fehri : Wissal Lachkar
- 2012 : Dipanini de Hatem Bel Hadj
- 2015 : Histoires tunisiennes de Nada Mezni Hafaiedh

#### Séries égyptiennes
- 2014-2015 : Saraya Abdeen : sultan Abdelaziz
- 2015 : Haret Al Yahoud
- 2016 : The Caesar d'Ahmed Nader Galal : Antoine Abel
- 2018 : One Block Behind de Magdy Al Hawary (ar)

#### Séries saoudiennes
- 2017 : Amour sans frontières de Mojtaba Saïd : Dr Louis

#### Téléfilms
- 2012 : Maria di Nazaret (it) de Giacomo Campiotti : Philip
- 2012 : Barabbas de Roger Young : soldat
- 2015 : Lanester (épisode 2 : Memento Mori) de Franck Mancuso : Omar Shaloub

#### Émissions
- 2013 : Dhouk Tohsel (épisode 10) sur Tunisna TV